# Příběnické podhradí
Příběnické podhradí je bývalé opevněné opevněné podhradí u zříceniny hradu Příběnice, který patřil do rozsáhlého rožmberského panství v jižních Čechách. Podle archeologických výzkumů vzniklo městečko v podhradí ve stejnou dobu jako hrad, možná o málo později.

## Popis a poloha

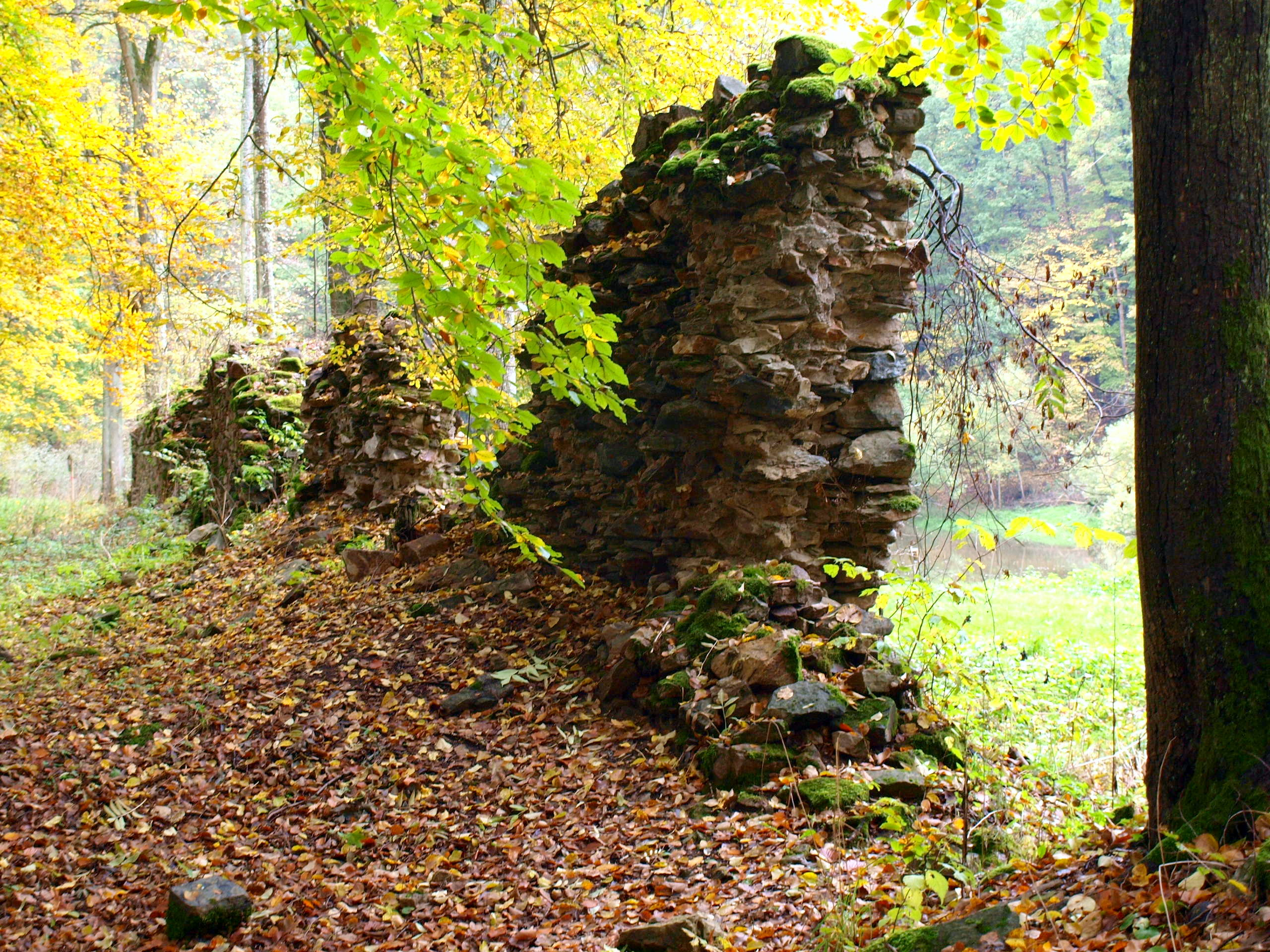
Zbytky hradby, v pozadí vpravo na obrázku je řeka Lužnice

Podhradí bylo situováno za druhou hradní branou v říčním zákrutu na levém břehu Lužnice, přibližně 200 metrů pod ostrožnou se samotným hradem. Dochovaly se jen zbytky obvodového zdiva domů. K městečku v minulosti patřil také mlýn a pivovar.
Podle Augusta Sedláčka býval latrán spojen mostem, jehož pilíře byly ještě v 19. století údajně viditelné v řece za nízkého stavu vody, s s protějším břehem Lužnice, kde stával menší hrad Příběničky.

## Turistika

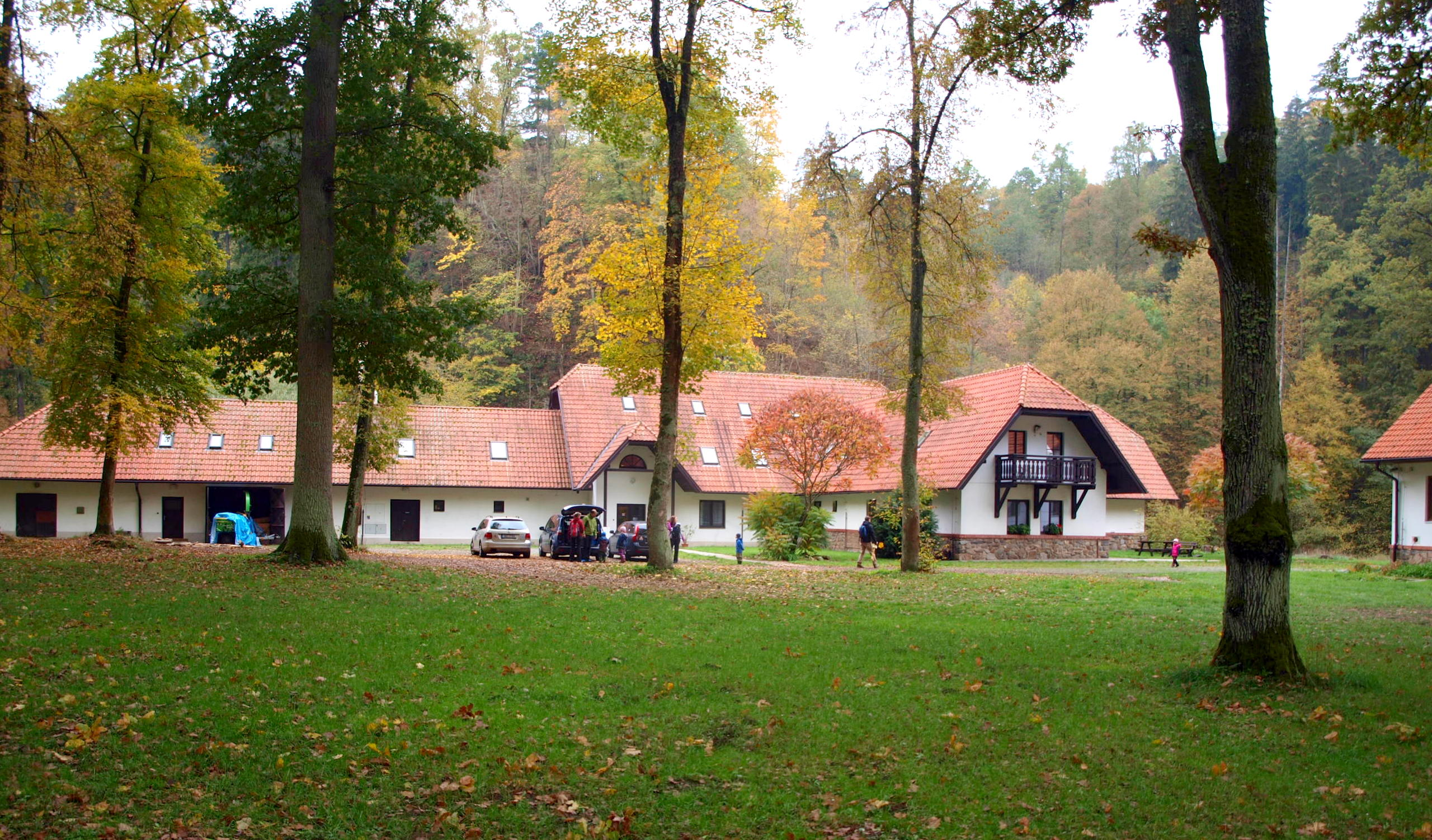
Rekreační zařízení Příběnice

V bývalém latránu končí modře značená trasa z Malšic a prochází jím červeně značená trasa údolím Lužnice. Žlutá značka pak vede vzhůru ke hradu.
V příběnickém podhradí se nachází rekreační ubytovací zařízení.